# Djurgårdsbrunnsbron

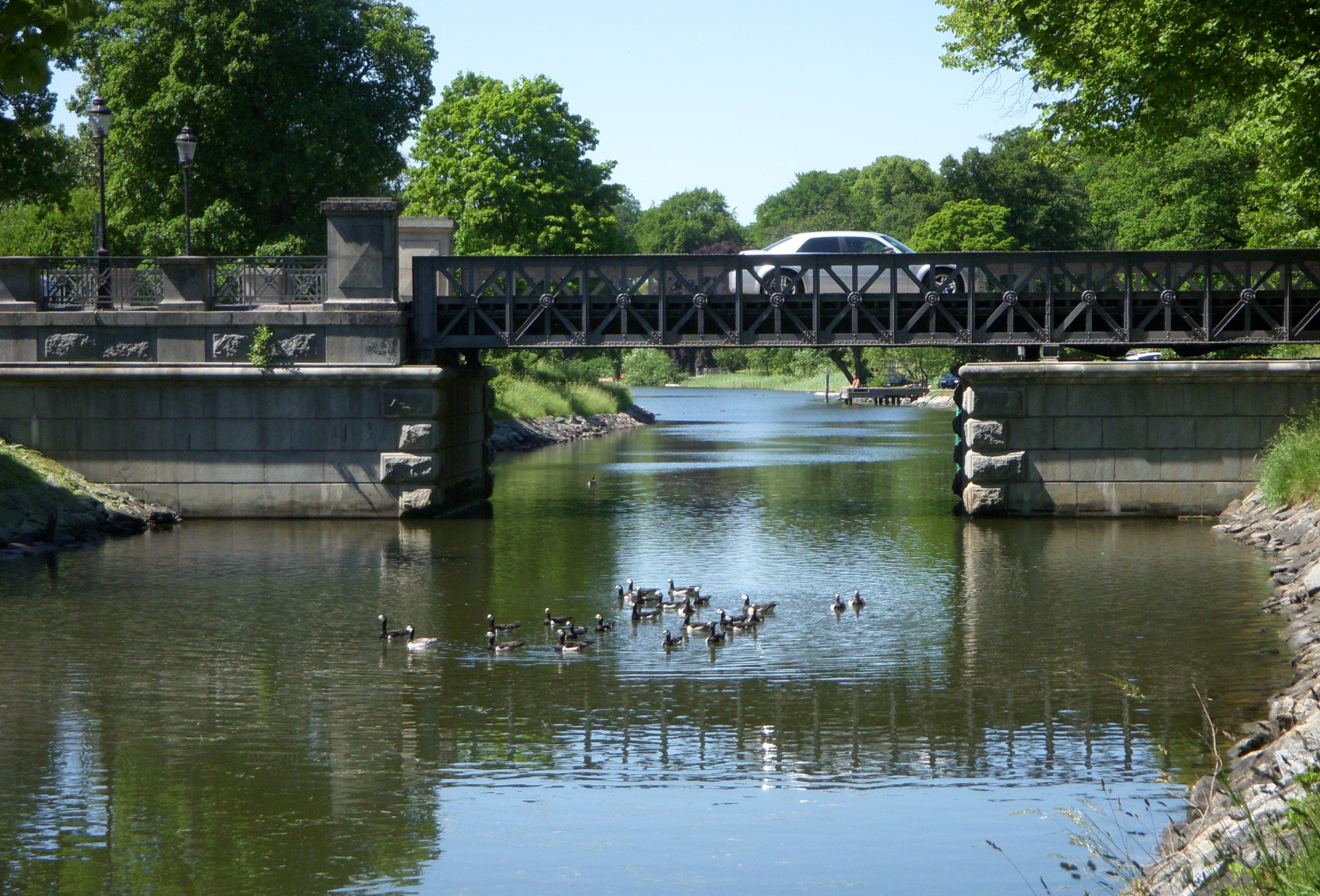
Djurgårdsbrunnsbron, sedd från öster, 2010.

Djurgårdsbrunnsbron är en bro på Södra Djurgården i Stockholm. Bron leder över Djurgårdsbrunnskanalen och är skiljelinje mellan kanalen i öster och Djurgårdsbrunnsviken i väster. 

## Namnet

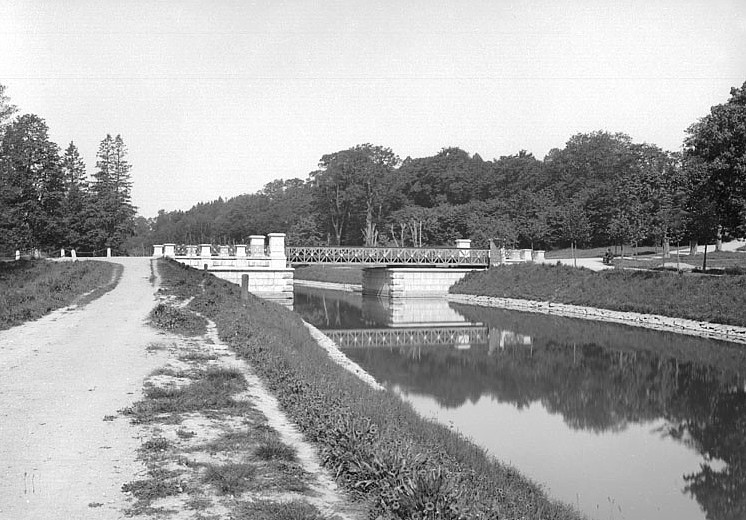
Bron mot öst på en glasplåt från omkring 1900.

Namnet härrör från Djurgårdsbrunn, först en hälsokälla och senare Djurgårdsbrunns värdshus. Djurgårdsbrunnsbron och Djurgårdsbrunnsvägen, som leder över bron, fick sina nuvarande namn 1954. 

## Historik
Den första Djurgårdsbrunnsbron byggdes samtidigt med Djurgårdsbrunnskanalen och stod färdig år 1834. Kostnaden för kanal och bro uppgick då till 50 978 riksdaler. Den nuvarande bron kom till 1884 i samband med att kanalen breddades och fördjupades. Bron är en 6,5 meter bred svängbro och består av två 20,8 meter långa fackverksbalkar som bär upp körbanan och samtidigt fungerar som broräcke. Balkarna består av hopnitade järnprofiler.
Hela brospannet kunde svänga kring en vertikal axel på norra brofästet. Vid broöppning bildas en 10 meter bred fartygspassage. Sedan 1966 är den inte längre öppningsbar. Djurgårdsbrunnsbron är den enda bevarade svängbron från 1800-talet i Stockholm.

## Bilder

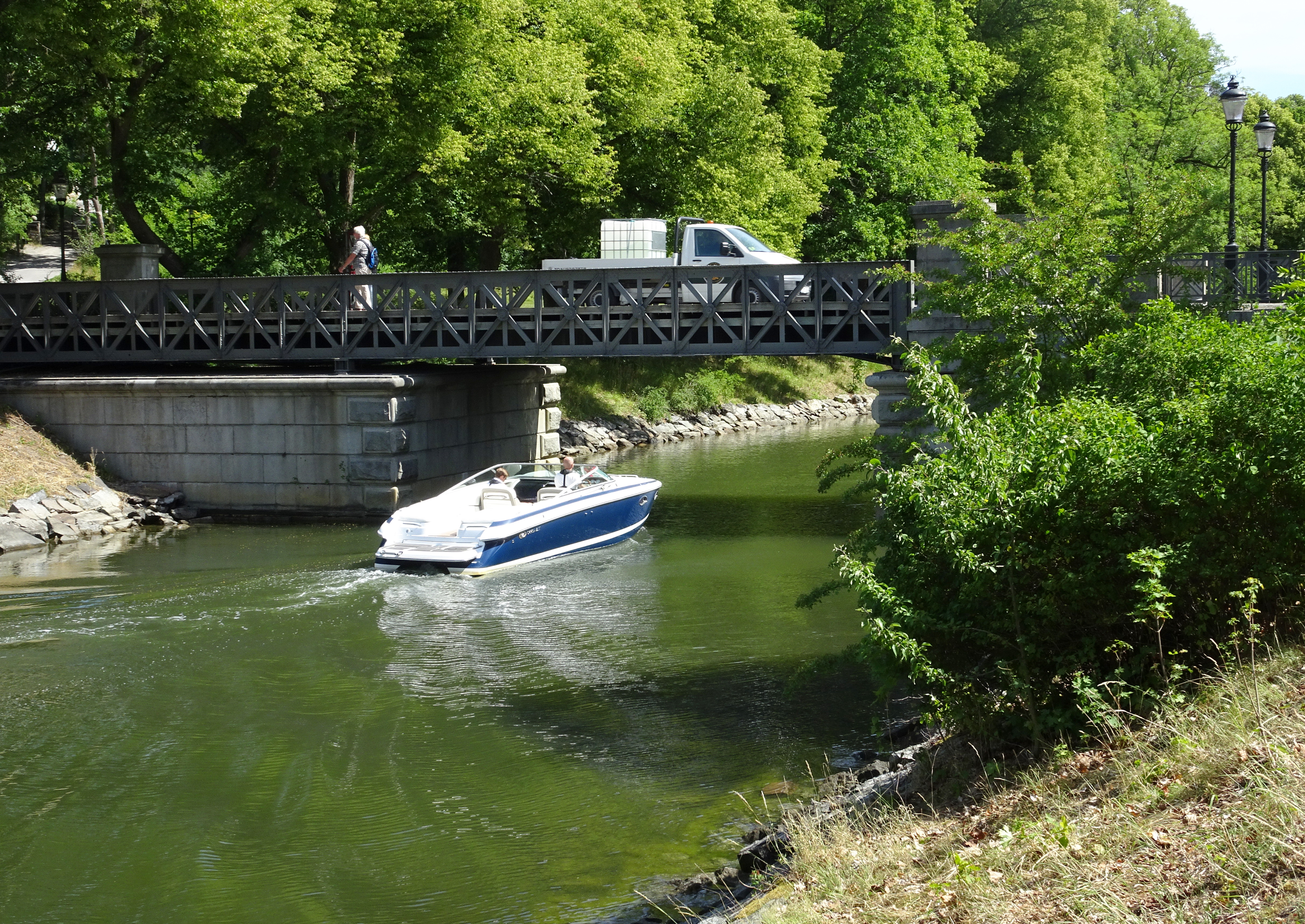
Bron sedd från väster
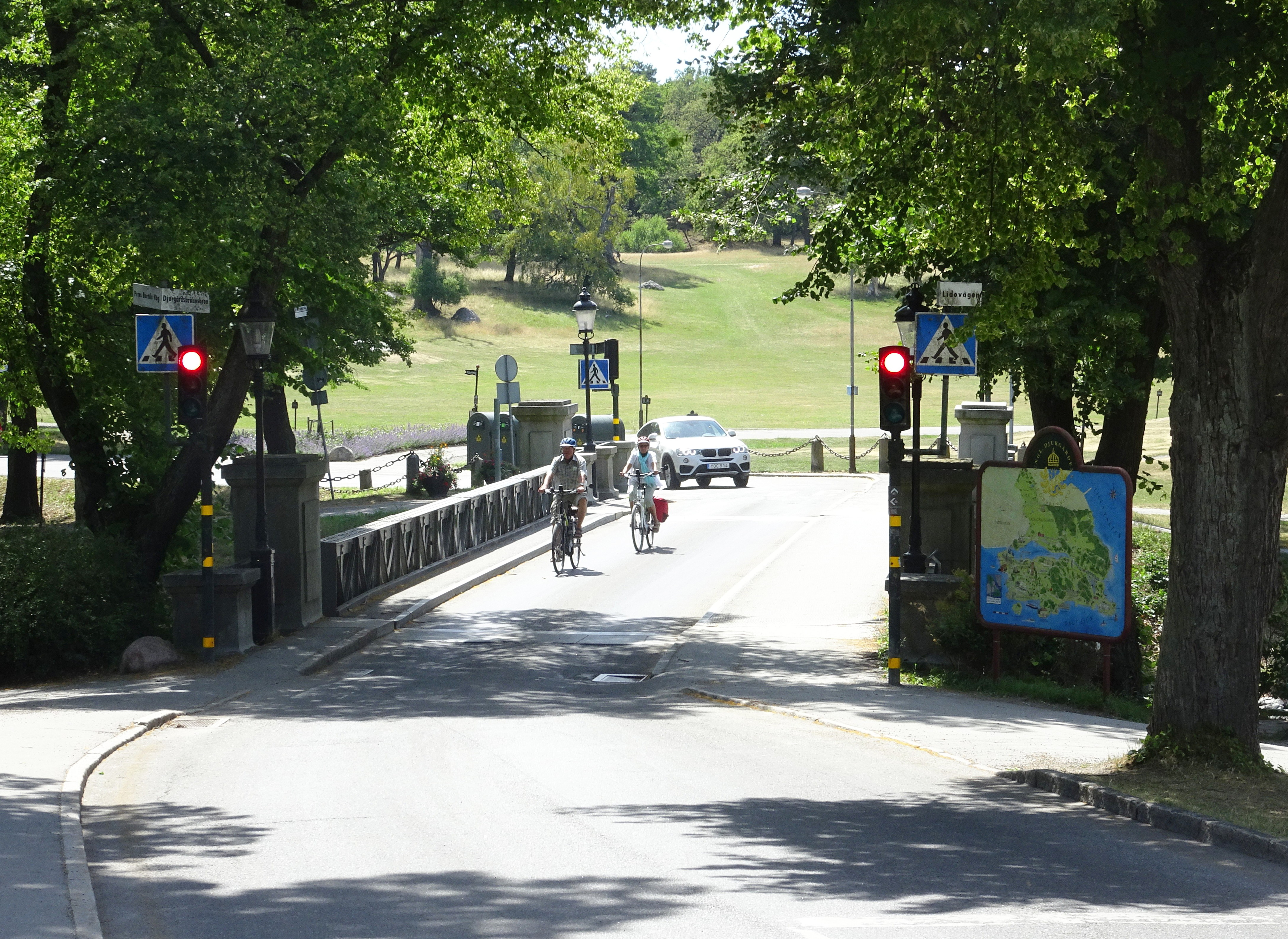
Bron sedd från norr
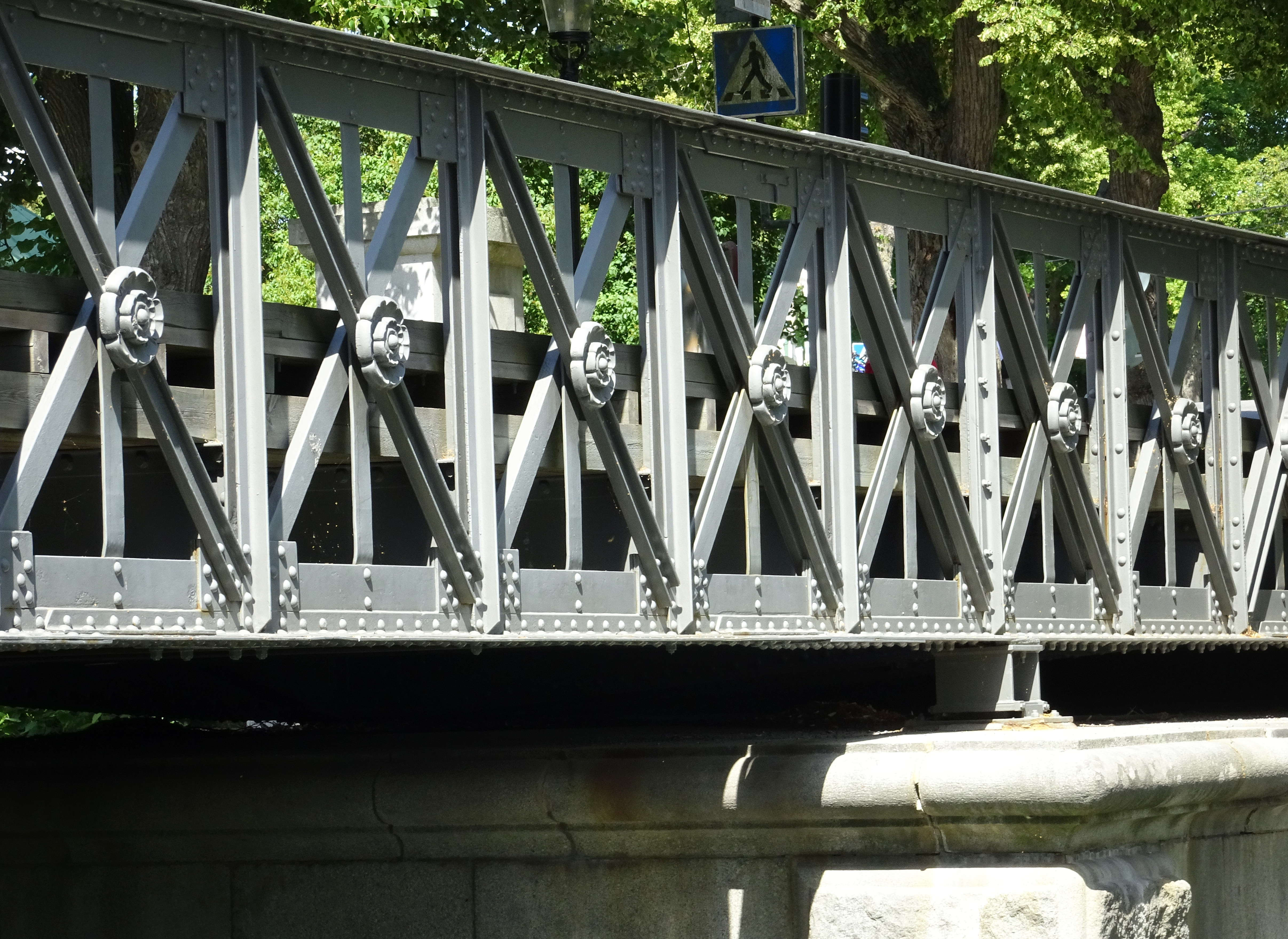
Broräcke / bärbalk
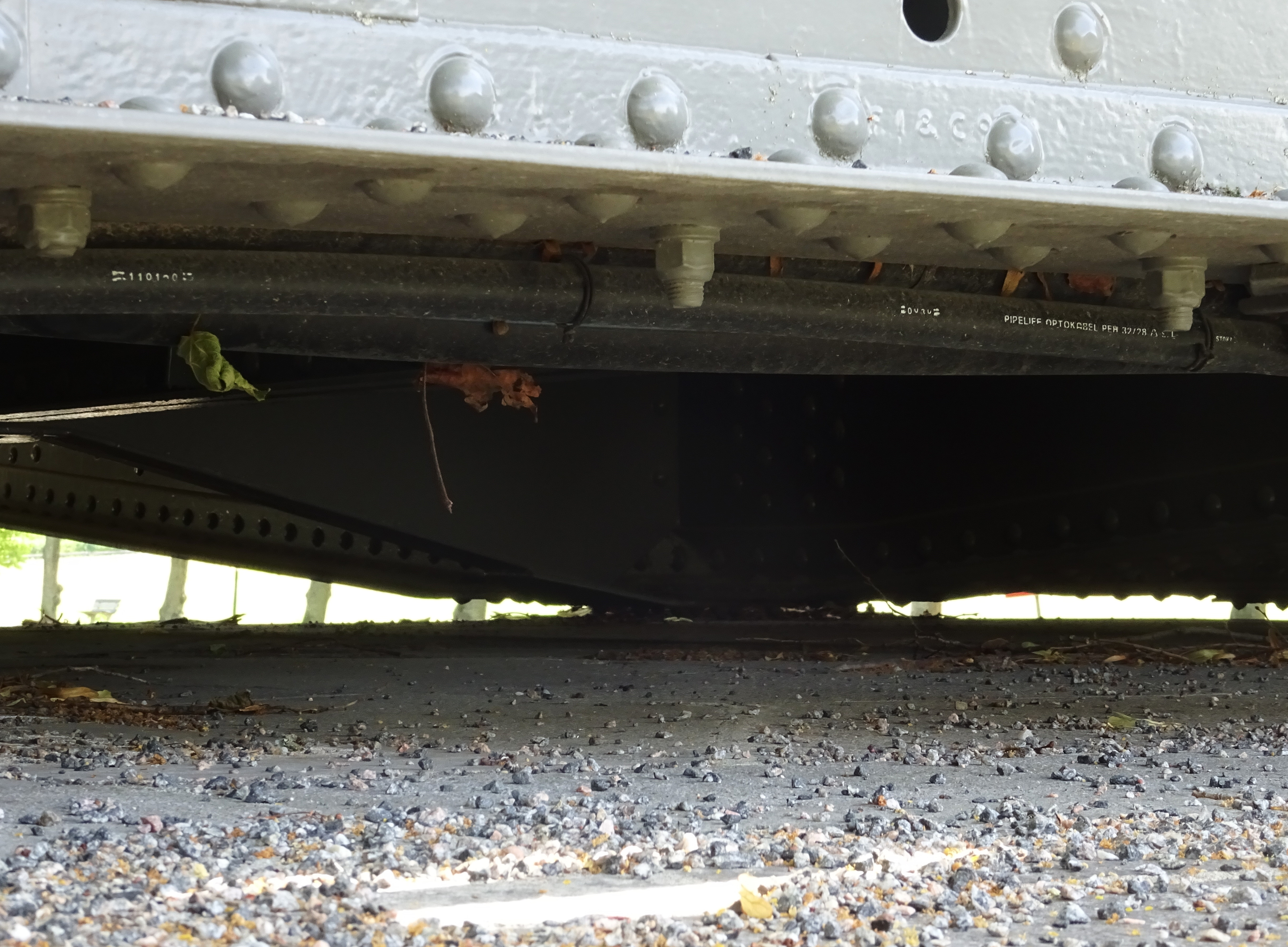
Svängaxeln under norra brofästet
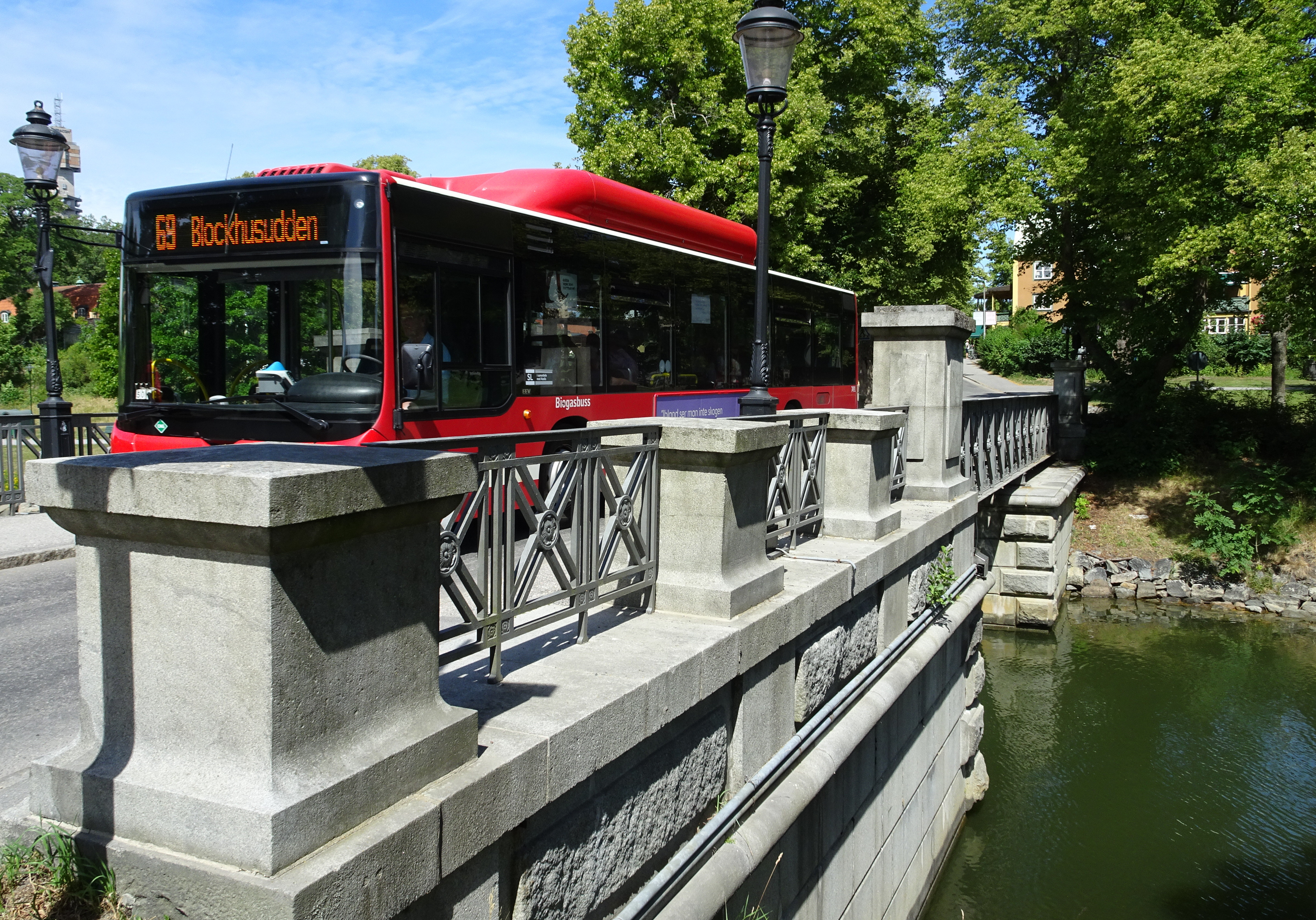
Buss 69 mot Blockhusudden på bron